# Salvador Llácer Baixaulí
Salvador Llácer Baixaulí (Alfafar, 2 de desembre de 1925) ha estat un polític valencià, diputat en la primera legislatura de les Corts Valencianes.
Treballà com a comerciant. Militant d'Unió Valenciana fou elegit diputat per la circumscripció de Castelló a les eleccions a les Corts Valencianes de 1983 dins les llistes de la coalició AP-PDP-UL-UV. Ha estat vocal de les comissions d'Agricultura, Ramaderia i Pesca i de l'Estatut dels Diputats de les Corts Valencianes. El 30 de desembre de 1985 abandonà el grup popular i es passà al Grup Mixt. A les eleccions generals espanyoles de 1993 fou candidat d'Unió Valenciana al Senat d'Espanya per Castelló.